# Poro (Cebu)
Poro ist eine Stadtgemeinde der Provinz Cebu in den Philippinen.
Sie liegt gemeinsam mit Tudela auf der Insel Poro, einer der Camotes-Inseln. Der Name der Stadt ist abgeleitet vom warayischen Wort puro und bedeutet Insel. Nur in der Stadt wird die Sprache Porohanon – oder Camotes Visayan – gesprochen, das sehr dem Cebuano ähnelt. Der Festtag von Poro wird jedes Jahr am 3. Freitag im Januar gefeiert.

## Barangays

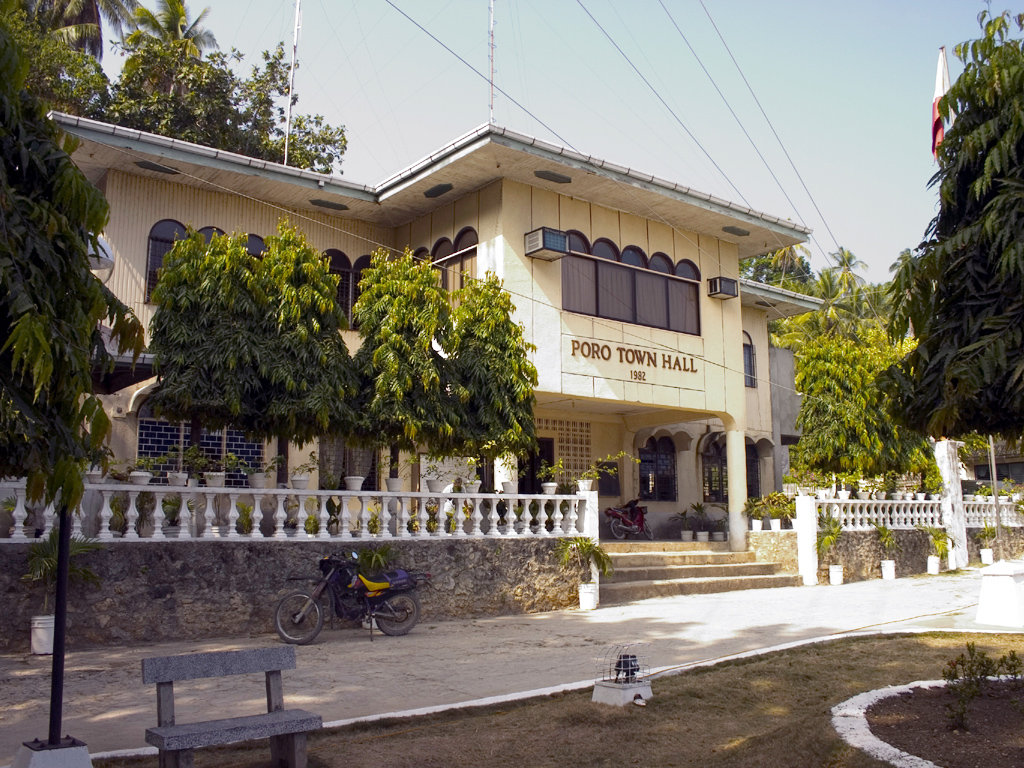
Rathaus von Poro

Poro wird politisch in 17 Barangays unterteilt.
| - Adela - Altavista - Cagcagan - Cansabusab - Daan Paz - Eastern Poblacion - Esperanza - Libertad - Mabini | - Mercedes - Pagsa - Paz - Rizal - San Jose - Santa Rita - Teguis - Western Poblacion |

## Referenz
- Amtliche Homepage von Cebu